# Einziehung (StGB-D)
Das Rechtsinstitut der Einziehung bezeichnet im Strafrecht Deutschlands eine Rechtsfolge. Sie kann entweder der Abschöpfung von Taterträgen dienen, strafähnlichen Charakter haben oder nur dazu dienen, eine Gefahr abzuwehren.
Die Einziehung von Taterträgen bei Tätern und Teilnehmern wurde durch das Gesetz zur Reform der strafrechtlichen Vermögensabschöpfung mit Wirkung zum 1. Juli 2017 neu geregelt.

## Strafgesetzbuch
Taterträge (z. B. Einnahmen aus Rauschgifthandel) unterliegen der Einziehung (bis 30. Juni 2017 unterlagen sie dem Verfall). Sofern durch die Deliktsverwirklichung andere einen Vermögensschaden erlitten haben, beispielsweise beim Betrug, erfolgt eine etwaige Opferentschädigung erst im Strafvollstreckungsverfahren.
Außerdem wird die Einziehung angewendet auf Tatmittel (z. B. Tatwerkzeuge) sowie Gegenstände, die durch die Tat selbst hervorgebracht worden sind, z. B. Falschgeld und gefälschte Urkunden (Tatprodukte), nach Maßgabe besonderer Vorschriften auch auf Gegenstände auf die sich die Straftat bezieht (Tatobjekte, z. B. illegal besessene Waffen).  Sie soll bewirken, dass sich Tatmittel nicht mehr im Besitz des Täters befinden und weiterer Umgang damit (z. B. Kraftfahrzeug, mit dem eine Person ohne Fahrerlaubnis gefahren ist) unterbunden wird.
Die allgemeinen Voraussetzungen der strafrechtlichen Rechtsfolge Einziehung ist im Strafgesetzbuch Deutschlands (StGB) im 3. Abschnitt Rechtsfolgen der Tat im siebten Titel Einziehung geregelt und zwar dort ab § 73 StGB. Bei der Einziehung von Tatmitteln, Tatprodukten und Tatobjekten sind zwei Fallgruppen zu unterscheiden. Es handelt sich nicht um ein einheitliches Rechtsinstitut.
Voraussetzung für eine Einziehung ist in der ersten (strafähnlichen) Fallgruppe das Vorliegen einer „vorsätzlichen Straftat“ (§ 74 StGB). Gemeint ist damit eine vorsätzlich, rechtswidrig und schuldhaft begangene Tat.
Die zweite (maßnahmeähnliche) Fallgruppe der Einziehung findet Anwendung, wenn es sich um Gegenstände handelt, die die Allgemeinheit gefährden können oder zur Begehung weiterer rechtswidriger Taten dienen werden. Dann genügt auch für die Einziehung eine rechtswidrige Tat, die im Zustand der Schuldunfähigkeit begangen wurde (§ 74b StGB). Letzteres wird im selbständigen Einziehungsverfahren auf Antrag der Staatsanwaltschaft oder des Privatklägers durch das Gericht geprüft (§ 76a StGB).
Die (endgültige) Einziehung darf nur durch eine Entscheidung (Beschluss oder Urteil) von einem Gericht angeordnet werden. Die Staatsanwaltschaft und ihre Ermittlungspersonen können derartige Gegenstände jedoch bei Gefahr im Verzug zur Vorbereitung der Einziehung beschlagnahmen. Diese Maßnahmen können mittels unmittelbaren Zwanges durchgesetzt werden. Sie sind im Vorgriff auf das Gerichtsverfahren eine Maßnahme der Strafverfolgungsbehörden zur Sicherung des Verfahrens (Sicherstellung bzw. Beschlagnahme zur Vollstreckungssicherung nach den §§ 111b ff. StPO).

## Steuerrecht
Ist eine Steuerhinterziehung, ein Bannbruch oder eine Steuerhehlerei festgestellt worden, so können die Erzeugnisse, Waren und andere Sachen, auf die sich die Hinterziehung von Verbrauchsteuer oder Einfuhr- und Ausfuhrabgaben der Bannbruch oder die Steuerhehlerei bezieht, und die Beförderungsmittel, die zur Tat benutzt worden sind, eingezogen werden (§ 375 AO).